# Nicolas Amelot de La Houssaye
Pour les articles homonymes, voir Amelot.
Nicolas Amelot de La Houssaye, dit aussi « Abraham-Nicolas Amelot de La Houssaie », (1634 à Orléans - 8 décembre 1706 à Paris) est un historien et traducteur français.

## Biographie
Les détails de la vie d'Amelot de La Houssaye sont peu connus, hormis le fait qu'il fut nommé secrétaire d'ambassade à Venise, en 1669.

## Publications
Dans son Histoire du gouvernement de Venise, il entreprit d'expliquer, et avant tout de critiquer, l'administration de cette république, et d'exposer les causes de sa décadence. L'ouvrage parut en mars 1676 et, ne semblant pas être désapprouvé par le pouvoir royal, provoqua des protestations indignées de l'ambassadeur vénitien, Giustiniani. L'auteur fut envoyé à la Bastille, où il resta six mois.
Une seconde édition, avec suppléments, publiée immédiatement après, entraîna de nouvelles protestations, et l'édition fut interdite. Cette persécution fit une publicité extraordinaire à cet ouvrage qui connut vingt-deux éditions en trois ans, et de nombreuses traductions. L'ouvrage fut mis à l'Index.
Amelot publia également en 1683 une traduction de l'Histoire du concile de Trente de Fra Paolo Sarpi, dans lequel il ajouta certaines notes qui déplurent fortement aux partisans de l'autorité absolue du Pape.
En 1683, il publia un Tibère, discours politiques sur Tacite, dans lequel il analysa le caractère de Tibère.
Il a en outre composé une Histoire de Guillaume de Nassau, publiée en 1754, et a laissé des Mémoires historiques, qui eurent la réputation d'être piquants, mais peu exacts. 
On doit également à Amelot de La Houssaye la traduction de l’italien du Prince de Machiavel (publié à Amsterdam en 1683), assorti d'une préface, dans laquelle il considère que « Machiavel, qu'on fit passer partout pour un maître de la tyrannie, l'a détestée plus que pas un homme de son temps ».
Il a aussi traduit de l’espagnol Baltasar Gracián, un jésuite espagnol qui rencontra quelques difficultés avec sa Compagnie ; l'Oraculo manual y arte de prudencia a paru à Paris en 1684 sous le titre L’homme de cour ; Amelot dédia cette traduction à Louis XIV. Le livre rencontra un grand succès, et donna lieu à plusieurs éditions dans les années qui suivirent. Sa traduction continue d'ailleurs à être éditée régulièrement.
Il a commenté Mémoires de la minorité de Louis XIV, sur ce qui s'est passé à la fin de la vie de Louis XIII et pendant la régence d'Anne d'Autriche, mère de Louis XIV de La Rochefoucauld, ouvrage qu’il publie en 1689 ; après la mort de Amelot de La Houssaye paraît en 1714, à Paris, une édition des Réflexions, sentences et maximes morales.

## Œuvres
- Tibère, discours politiques sur Tacite, Amsterdam, Daniel Elzevier, 1683
- Histoire du gouvernement de Venise : ou l'histoire des Uscoques, t. 3, Amsterdam, Pierre Mortier, 1705, 316 p. (lire en ligne).